# Qualifications des épreuves de triathlon aux Jeux olympiques d'été de 2020
Cet article détaille la phase qualificative pour le triathlon aux Jeux olympiques d'été de 2020 à Tokyo (Japon). Un total de 110 quotas sont alloués respectivement à chaque Comité national olympique (CNO) ; un CNO étant autorisé à entrer un maximum de trois athlètes. Tous les athlètes doivent prendre part à un processus de qualification pour gagner une place pour les Jeux par le biais des épreuves continentales, de l'épreuve mondiale, puis à travers la liste de qualification olympique qui a débuté le 11 mai 2018 et qui se termine deux ans plus tard à la même date.
Trois épreuves se déroulent durant ces Jeux olympiques : l'épreuve masculine, l'épreuve féminine et le relais mixte par équipes.

## Calendrier
| Compétition                                         | Date     | Lieu    |
| --------------------------------------------------- | -------- | ------- |
| Classements des relais mixtes                       | TBA 2021 | N/A     |
| Relais Mixte ITU — Qualification Olympique 2020     | TBA 2021 | Valence |
| Classements définitifs des catégories individuelles | TBA 2021 | N/A     |

Note : En raison de la pandémie de Covid-19, toutes les compétitions prévues au cours de l'année 2020 sont reportées en 2021.

## Résumé des quotas
Mis à jour le 09/01/2021
| CNO            | Hommes | Femmes | Relais mixte | Total |
| -------------- | ------ | ------ | ------------ | ----- |
| Japon          | 2      | 2      |              | 4     |
| TBD            | 53     | 53     | X            | 116   |
| Total : 1+ CNO | 55     | 55     | 10           | 120   |

## Qualifications
55 triathlètes sont qualifié(e)s dans chaque épreuve individuelle.

10 nations sont qualifiées pour le relais mixte par équipes.

### Hommes
| Mode de qualification             | Quotas | CNO qualifié     | Triathlète sélectionné     |
| --------------------------------- | ------ | ---------------- | -------------------------- |
| Classements du relais mixte       | 14     | France           |                            |
| Classements du relais mixte       | 14     | Australie        |                            |
| Classements du relais mixte       | 14     | Grande-Bretagne  | Jonathan Brownlee Alex Yee |
| Classements du relais mixte       | 14     | Nouvelle-Zélande |                            |
| Classements du relais mixte       | 14     | Allemagne        |                            |
| Classements du relais mixte       | 14     | Pays-Bas         |                            |
| Classements du relais mixte       | 14     | États-Unis       |                            |
| Épreuve du relais mixte           | 6      | Belgique         |                            |
| Épreuve du relais mixte           | 6      | Italie           |                            |
| Épreuve du relais mixte           | 6      | Suisse           |                            |
| Classement individuel – Monde     | 26     | Espagne          |                            |
| Classement individuel – Monde     | 26     | Norvège          |                            |
| Classement individuel – Monde     | 26     | Espagne          |                            |
| Classement individuel – Monde     | 26     | Afrique du Sud   |                            |
| Classement individuel – Monde     | 26     | Canada           |                            |
| Classement individuel – Monde     | 26     | Norvège          |                            |
| Classement individuel – Monde     | 26     | Hongrie          |                            |
| Classement individuel – Monde     | 26     | Afrique du Sud   |                            |
| Classement individuel – Monde     | 26     | France           |                            |
| Classement individuel – Monde     | 26     | Espagne          |                            |
| Classement individuel – Monde     | 26     | Autriche         |                            |
| Classement individuel – Monde     | 26     | Norvège          |                            |
| Classement individuel – Monde     | 26     | Portugal         |                            |
| Classement individuel – Monde     | 26     | Portugal         |                            |
| Classement individuel – Monde     | 26     | Australie        |                            |
| Classement individuel – Monde     | 26     | Mexique          |                            |
| Classement individuel – Monde     | 26     | Danemark         |                            |
| Classement individuel – Monde     | 26     | Brésil           |                            |
| Classement individuel – Monde     | 26     | Israël           | Shachar Sagiv              |
| Classement individuel – Monde     | 26     | Canada           |                            |
| Classement individuel – Monde     | 26     | Mexique          |                            |
| Classement individuel – Monde     | 26     | Azerbaïdjan      |                            |
| Classement individuel – Monde     | 26     | Autriche         |                            |
| Classement individuel – Monde     | 26     | ROC              |                            |
| Classement individuel – Monde     | 26     | Israël           | Ran Sagiv                  |
| Classement individuel – Monde     | 26     | Hongrie          |                            |
| Classement individuel – Afrique   | 1      | Maroc            |                            |
| Classement individuel – Amériques | 1      | Chili            |                            |
| Classement individuel – Asie      | 1      | Hong Kong        |                            |
| Classement individuel – Europe    | 1      | Roumanie         |                            |
| Classement individuel – Océanie   | 1      | Non éligible     | -                          |
| Pays hôte                         | 2      | Japon            |                            |
| Commission tripartite             | 2      | Syrie            |                            |
| Commission tripartite             | 2      | Non allouée      | -                          |
| Réattribution                     | 2      | Luxembourg       |                            |
| Réattribution                     | 2      | Irlande          |                            |
| Total                             | 55     |                  |                            |

### Femmes
| Mode de qualification             | Quotas | CNO qualifié     | Triathlète sélectionnée                |
| --------------------------------- | ------ | ---------------- | -------------------------------------- |
| Classements du relais mixte       | 14     | France           |                                        |
| Classements du relais mixte       | 14     | Australie        |                                        |
| Classements du relais mixte       | 14     | Grande-Bretagne  | Jessica Learmonth Georgia Taylor-Brown |
| Classements du relais mixte       | 14     | Nouvelle-Zélande |                                        |
| Classements du relais mixte       | 14     | Allemagne        |                                        |
| Classements du relais mixte       | 14     | Pays-Bas         |                                        |
| Classements du relais mixte       | 14     | États-Unis       |                                        |
| Épreuve du relais mixte           | 6      | Belgique         |                                        |
| Épreuve du relais mixte           | 6      | Italie           |                                        |
| Épreuve du relais mixte           | 6      | Suisse           |                                        |
| Classement individuel – Monde     | 26     | Grande-Bretagne  | Vicky Holland                          |
| Classement individuel – Monde     | 26     | États-Unis       |                                        |
| Classement individuel – Monde     | 26     | Autriche         |                                        |
| Classement individuel – Monde     | 26     | Tchéquie         |                                        |
| Classement individuel – Monde     | 26     | Bermudes         |                                        |
| Classement individuel – Monde     | 26     | Canada           |                                        |
| Classement individuel – Monde     | 26     | Espagne          |                                        |
| Classement individuel – Monde     | 26     | Italie           |                                        |
| Classement individuel – Monde     | 26     | Brésil           |                                        |
| Classement individuel – Monde     | 26     | Australie        |                                        |
| Classement individuel – Monde     | 26     | Autriche         |                                        |
| Classement individuel – Monde     | 26     | Norvège          |                                        |
| Classement individuel – Monde     | 26     | Brésil           |                                        |
| Classement individuel – Monde     | 26     | Ukraine          |                                        |
| Classement individuel – Monde     | 26     | Espagne          |                                        |
| Classement individuel – Monde     | 26     | Portugal         |                                        |
| Classement individuel – Monde     | 26     | ROC              |                                        |
| Classement individuel – Monde     | 26     | Mexique          |                                        |
| Classement individuel – Monde     | 26     | Hongrie          |                                        |
| Classement individuel – Monde     | 26     | Estonie          |                                        |
| Classement individuel – Monde     | 26     | Afrique du Sud   |                                        |
| Classement individuel – Monde     | 26     | Hongrie          |                                        |
| Classement individuel – Monde     | 26     | Chili            |                                        |
| Classement individuel – Monde     | 26     | Mexique          |                                        |
| Classement individuel – Monde     | 26     | Tchéquie         |                                        |
| Classement individuel – Monde     | 26     | Équateur         |                                        |
| Classement individuel – Afrique   | 1      | Égypte           |                                        |
| Classement individuel – Amériques | 1      | Argentine        |                                        |
| Classement individuel – Asie      | 1      | Chine            |                                        |
| Classement individuel – Europe    | 1      | Irlande          |                                        |
| Classement individuel – Océanie   | 1      | non éligible     | -                                      |
| Pays hôte                         | 2      | Japon            |                                        |
| Commission tripartite             | 2      | non allouée      | -                                      |
| Réattribution                     | 3      | ROC              |                                        |
| Réattribution                     | 3      | Canada           |                                        |
| Réattribution                     | 3      | Afrique du Sud   |                                        |
| Total                             | 55     |                  |                                        |

### Relais mixte par équipes
| Mode de qualification                           | Quotas | CNO qualifié |
| ----------------------------------------------- | ------ | ------------ |
| Classements des relais mixtes                   | 7      |              |
| Classements des relais mixtes                   | 7      |              |
| Classements des relais mixtes                   | 7      |              |
| Classements des relais mixtes                   | 7      |              |
| Classements des relais mixtes                   | 7      |              |
| Classements des relais mixtes                   | 7      |              |
| Classements des relais mixtes                   | 7      |              |
| Relais Mixte ITU — Qualification Olympique 2020 | 3      |              |
| Relais Mixte ITU — Qualification Olympique 2020 | 3      |              |
| Relais Mixte ITU — Qualification Olympique 2020 | 3      |              |
| Total                                           | 10     |              |